# Te Korowai-o-Te-Tonga Peninsula
Die Te Korowai-o-Te-Tonga Peninsula ist eine Halbinsel im Rodney Ward des Auckland Council auf der Nordinsel von Neuseeland.

## Namensherkunft
Die Halbinsel bekam auf Grundlage des Ngāti Whātua o Kaipara Claims Settlement Act 2013 am 25. Juli 2023 per öffentliche Bekanntmachung ihren aktuellen Namen verliehen. „Te Korowai-o-Te-Tonga“ bedeutet übersetzt so viel wie „Der Mantel des Südens“.

## Geographie
Die Te Korowai-o-Te-Tonga Peninsula erstreckt sich, flankiert von der Tasmansee im Westen und dem südlichen Teil des Kaipara Harbour im Osten, von rund 7,5 km nordöstlich von Helensville entfernt über eine Strecke von 26 km in nordwestlicher Richtung bis zum nördlichsten Punkt der Halbinsel, der South Head genannt wird. Am South Head und westlich davon erstreckt sich über eine Länge von ca. 9,5 km der Kaipara Entrance, der einerseits die Tasmansee mit dem Kaipara Harbour verbindet und anderseits mit einer Breite etwas mehr als 6 km die nördliche Halbinsel von der Te Korowai-o-Te-Tonga Peninsula trennt. Die Halbinsel umfasst eine Fläche von rund 221,5 km² und misst an ihrer breitesten Stelle rund 10,6 km.
Die Westküste verläuft mit dem sandigen Te Oneone Rangatira Beach gradlinig, wogegen die Ostküste der Halbinsel ungleichmäßig ausgeformt ist. Entlang der Westküste zieht sich ein bis drei Kilometer breiter Waldstreifen entlang, der im nördlichen Teil der Halbinsel ins innere schwenkt und sich dort bis auf rund 5 km ausbreitet.
Die drei größten Seen auf der Halbinsel sind von Nord nach Süd gesehen, der Lake Rototoa, der Lake Kuwakatai und der Lake Keretā.